# Merlà
El merlà (Merlangius merlangus) és una espècie de peix teleosti de la família dels gàdids, l'única del gènere Merlangius. És comú en les costes de gairebé tot Europa i el Mediterrani.